# Jonathan Andic Raig
Jonathan Andic Raig (Barcelona, 1981) cursà els seus estudis de secundària a l'escola Beau Soleil de Suïssa. Es llicencià en Comunicació Audiovisual als Estats Units i posteriorment va continuar la seva formació a l'IESE, en Comptabilitat i Finances per a Directius el 2008, i en coneixements de management en EMBA el 2009. Va iniciar la seva trajectòria professional a Mango l'any 2005. En aquest primer període es va familiaritzar amb el procés de creació i disseny de les col·leccions, i en la gestió d'equips, tot col·laborant estretament en les àrees de Producte i Compres. El 2007 es responsabilitzà de la nova línia d'home H.E. by MANGO i va assumir el repte de llançar la nova col·lecció a nivell internacional. El treball de creació de la nova col·lecció i d'organització de la nova línia va culminar l'any 2008 amb l'obertura de la primera botiga. H.E. by MANGO compta amb 100 punts de venda en 24 països. Al novembre de 2014 H.E. by Mango va passar a denominar-se Mango Man. El 2012 va ser nomenat President Adjunt i membre del Consell d'Administració, ampliant així les seves responsabilitats en la direcció de l'empresa.